# Кашгар-Кыштак
Кашгар-Кыштак — село в Кыргызстане, административный центр Кашкар-Кыштакского айылного аймака.
Население — 32 000 человек. 80% населения Кашгар-Кыштака - этнические уйгуры. Как отмечают эксперты, это один из важнейших факторов, сделавших этот регион и представителей этнических меньшинств более уязвимыми к вербовке. К примеру, киргизскоязычная школа открылась в Кашгар-Кыштаке только в 2014 году, до этого дети учились на русском и узбекском языках.

## География, климат
Расположен в восточной части Ферганской долины на высоте 840 метров над уровнем моря. Климат Кашгар-Кыштака — субтропический внутриконтинентальный.
Плодородные почвы, обилие тепла и света, длительный безморозный период (около 210 дней в году) благоприятствуют выращиванию в окрестностях теплолюбивых культур — хлопчатника, шелковицы и других субтропических культур.
Зима обычно умеренная, короткая. Средняя температура января составляет -5...-20 градусов. Ветры слабее, чем в западных частях долины — в среднем 3 м/с, а среднегодовое количество осадков составляет 226 мм.